# 懷氏異胎䲁
懷氏異胎䲁（學名：Heteroclinus whiteleggii），為輻鰭魚綱䲁形目胎䲁科異胎䲁屬的一個種，分布於西南太平洋澳洲新南威爾斯海域，本魚體延長且側扁，眼眶上及鼻孔有短的分支觸鬚，體顏色多變，從深棕色到橄欖綠色或粉紅色，通常有六個較暗的波浪帶或鞍狀延伸到背鰭，通常從上頜到尾柄上部有一條寬的深色條紋，下側有一系列白色斑點或大斑塊，體長可達10公分，棲息在藻類生長的礁石區潮池，雌魚產附著性卵，雄魚會守護卵，幼魚為浮游性，生活習性不明。